# Commiphora quadricincta
Commiphora quadricincta är en tvåhjärtbladig växtart som beskrevs av Georg August Schweinfurth. Commiphora quadricincta ingår i släktet Commiphora och familjen Burseraceae. Inga underarter finns listade i Catalogue of Life.